# Vadillo de la Guareña
Vadillo de la Guareña es un municipio y localidad española de la provincia de Zamora, en la comunidad autónoma de Castilla y León.
Se encuentra situado en la comarca de La Guareña, territorio caracterizado por ser una altiplanicie con una cota media de entre 800-820 m con algunas pequeñas elevaciones y un amplio valle por donde discurre el río Guareña, rodeado de campos agrícolas dedicados al cultivo de cereal de secano, cultivos de regadío y viñedos.

## Toponimia
El topónimo Vadillo es un nombre frecuente en diversas localidades de la geografía española, utilizado como primer o único elemento en varias regiones, lo cual refleja un origen común en el latín. Ejemplos incluyen Vadillo en la provincia de Soria, Vadillo Castril en la provincia de Jaén, Vadillo de la Sierra en la provincia de Ávila, El Vadillo en la provincia de Córdoba, y la localidad ya despoblada de Vadillo en la provincia de Cáceres. Este término aparece también en plural, como en Vadillos en La Rioja, y en variantes fonéticas como Baíllo en la provincia de León, Bahillo en la provincia de Palencia, o Badilla en la provincia de Zamora, y sin diminutivo en Vadocontes (Burgos), Vadofresno (Córdoba), Toral de los Vados (León), Vado de la Portillera (Toledo) o Vados de Torralba (Jaén), indicando una raíz etimológica compartida.
El origen etimológico de Vadillo se remonta a la palabra latina vadum, que significa vado en español. El término se refiere a un lugar de un río o corriente de agua con fondo firme y poca profundidad, apto para ser atravesado. Para la localidad de Vadillo de la Guareña, el topónimo incluye el sufijo diminutivo -illo, probablemente en referencia a un pequeño vado o lugar de paso menor en el río Guareña, que atraviesa la zona.
El añadido «de Guareña» se debe a la ubicación de la villa a orillas del río Guareña, cuyo nombre también da identidad a la comarca zamorana de La Guareña y a la vecina comarca salmantina de Las Guareñas. Estas comarcas, cuya denominación también procede del curso fluvial, indican la relevancia histórica y geográfica del río Guareña en el territorio.

## Geografía

### Ubicación y límites
Vadillo de la Guareña se encuentra en la comarca de La Guareña, situada en el sureste de la provincia de Zamora, una región caracterizada por su terreno llano y una economía basada en la agricultura de secano y la ganadería. El municipio limita con varias localidades que refuerzan su posición estratégica en el territorio: al norte con Guarrate, al este con Fuentelapeña, al sur con Alaejos (en la provincia de Valladolid), y al oeste con Castrillo de la Guareña y La Bóveda de Toro. La cercanía a municipios de la provincia de Valladolid y a los límites de Salamanca facilita las comunicaciones y el comercio con estas zonas, integrando a Vadillo de la Guareña en una red de intercambio rural que abarca varias provincias.[cita requerida]
Este municipio se encuentra a aproximadamente 52 km de la ciudad de Zamora, la capital provincial, y su acceso se facilita a través de la carretera ZA-602, que conecta con otras vías comarcales y provinciales. La red vial permite una comunicación directa con otras localidades de la comarca de La Guareña y facilita el desplazamiento hacia las ciudades de Toro y Medina del Campo en Valladolid, centros importantes para el comercio y la prestación de servicios.
Vadillo de la Guareña se beneficia de su proximidad al río Guareña, un afluente del Duero que contribuye a la fertilidad del terreno y a la riqueza agrícola de la comarca. Esta posición geográfica también ha permitido a Vadillo integrarse en la Vía de la Plata, una antigua calzada romana que cruza Castilla y León y facilita el tránsito de productos agrícolas hacia mercados más amplios. Además, la cercanía de Vadillo a los límites provinciales crea oportunidades para el comercio interprovincial y la participación en mercados de mayor escala en Valladolid y Salamanca.[cita requerida]

### Hidrografía
El río Guareña es el principal curso de agua que atraviesa Vadillo de la Guareña y constituye un elemento fundamental en la vida del municipio. Este río, que nace en la comarca de La Guareña y desemboca en el Duero a la altura de Toro, desempeña un rol esencial en la agricultura local, ya que sus aguas contribuyen a mantener cultivos de secano y ayudan en la irrigación de pequeñas parcelas en las márgenes del río.
En los márgenes del río Guareña se encuentran áreas de vegetación de ribera, compuestas principalmente por especies autóctonas como chopos, fresnos y sauces. Esta vegetación de ribera crea un microecosistema que sostiene una diversidad de especies de aves, como garzas y martinetes, así como fauna acuática y anfibios. La biodiversidad en esta zona incluye también mamíferos pequeños como nutrias y lirones, que encuentran en el río y sus alrededores un hábitat adecuado y protegido.
El río Guareña es también significativo en términos culturales e históricos, ya que ha sido una vía de comunicación natural en la comarca desde tiempos remotos. Sus aguas han facilitado el tránsito y el comercio a lo largo de los siglos, y muchos de los asentamientos de la región se desarrollaron a su alrededor debido a la disponibilidad de agua y tierras fértiles. La proximidad del río a Vadillo de la Guareña ha impulsado tradicionalmente actividades como la pesca y ha permitido la explotación agrícola de las vegas, especialmente para el cultivo de cereales, legumbres y viñedos.[cita requerida]
La importancia ecológica del río Guareña ha promovido iniciativas de conservación en los últimos años, destinadas a preservar la calidad de sus aguas y proteger el hábitat de las especies que dependen de él. Estas iniciativas incluyen campañas de limpieza de riberas y proyectos de reforestación en áreas erosionadas, coordinadas tanto por la Diputación de Zamora como por asociaciones locales de conservación ambiental.[cita requerida]

### Orografía y suelos
El paisaje de Vadillo de la Guareña se caracteriza por terrenos predominantemente llanos, intercalados con suaves colinas y pequeñas elevaciones, propias de la meseta norte de la península ibérica. La altitud media del municipio ronda los 750 metros sobre el nivel del mar, lo que le confiere un clima continental típico y favorece una estructura de paisaje abierta, idónea para la actividad agrícola.
Los suelos de Vadillo de la Guareña son mayormente arcillosos y calizos, con un buen drenaje en las áreas más elevadas y una moderada retención de humedad en las zonas llanas. Estos suelos son particularmente adecuados para la agricultura de secano, lo que permite el cultivo de cereales como trigo y cebada, legumbres, y el mantenimiento de viñedos. La presencia de componentes calizos también contribuye a la calidad de los suelos para el cultivo de uvas, que en la comarca de La Guareña se utilizan tanto para el consumo local como para la producción de vino.
El relieve y la composición de los suelos condicionan la vegetación natural de la zona, dominada por especies de matorral mediterráneo y gramíneas adaptadas a suelos pobres en nutrientes y a las variaciones climáticas de la región. Además, la estructura del terreno y las características de sus suelos fomentan la actividad ganadera en extensivo, especialmente de ganado ovino, que se alimenta de los pastizales de secano presentes en la región.
La explotación agrícola de estos suelos ha moldeado el paisaje de Vadillo de la Guareña, creando un mosaico de campos de cultivo que alternan con áreas de vegetación autóctona. Esta interacción entre cultivo y paisaje natural ha dado lugar a un ecosistema agrícola equilibrado, donde la rotación de cultivos y las prácticas agrícolas sostenibles son esenciales para conservar la fertilidad del suelo y mitigar los efectos de la erosión.[cita requerida]

### Clima
Vadillo de la Guareña tiene un clima mediterráneo continentalizado, caracterizado por inviernos fríos y veranos calurosos, con una considerable oscilación térmica entre estaciones. Las temperaturas mínimas en invierno pueden descender a valores cercanos a los 0 °C, mientras que en verano las máximas superan con frecuencia los 30 °C, llegando a alcanzar los 35 °C en julio y agosto. Este tipo de clima es común en el interior de la meseta norte, donde la continentalidad marca una diferencia térmica notable entre el día y la noche, incluso en las estaciones más cálidas.
Las precipitaciones anuales son moderadas, situándose en torno a los 400-500 mm, y están distribuidas de manera desigual a lo largo del año. Los meses de otoño (octubre y noviembre) y primavera (abril y mayo) concentran la mayor parte de las lluvias, mientras que el verano es seco, con precipitaciones mínimas en los meses de julio y agosto. Esta estacionalidad de las lluvias condiciona las prácticas agrícolas locales, favoreciendo el cultivo de secano de cereales, legumbres y viñedos que son resistentes a la sequía estival.
La escasez de precipitaciones durante el verano y la fuerte insolación propia de la estación contribuyen a la aridez del suelo, lo cual hace necesaria la adaptación de la vegetación autóctona. Las especies vegetales de la región, como el matorral mediterráneo y las gramíneas, están adaptadas a las condiciones secas del verano y al frío del invierno, lo que permite la preservación de la flora en su estado natural.
Los vientos predominantes en Vadillo de la Guareña son de componente norte y oeste, asociados a los anticiclones invernales que traen aire frío y seco, y a las borrascas atlánticas que generan lluvias en otoño y primavera. La influencia de estos vientos, junto con las características climáticas generales, determina el calendario agrícola y la elección de cultivos adecuados a la variabilidad climática de la región.[cita requerida]
Este clima mediterráneo continentalizado presenta condiciones favorables para la viticultura, que se ha desarrollado en la región gracias a la resistencia de las vides a la sequía estival y a las heladas ligeras de primavera. Las variaciones térmicas diarias también favorecen la acumulación de azúcares en las uvas, lo cual contribuye a la calidad de los vinos producidos en la comarca de La Guareña.

## Flora y fauna
La flora y fauna de Vadillo de la Guareña presentan una rica biodiversidad, influenciada tanto por el entorno ribereño del río Guareña como por las áreas de cultivo y matorral típicas de la meseta norte de la península ibérica.
En las áreas de ribera del río Guareña, se encuentran diversas especies vegetales autóctonas, como chopos (Populus nigra), sauces (Salix alba) y fresnos (Fraxinus angustifolia), que crean un ecosistema de galería adecuado para una variedad de especies animales. Este ambiente de ribera proporciona refugio y alimento a una abundante fauna acuática y aves migratorias, como garzas reales (Ardea cinerea), martinetes (Nycticorax nycticorax) y ánades reales (Anas platyrhynchos). Los pequeños mamíferos, como nutrias (Lutra lutra), también encuentran en estas zonas un hábitat favorable para su desarrollo y reproducción.
En el entorno agrícola y las áreas de secano, la vegetación está dominada por cultivos de cereales, viñedos y legumbres, además de algunas especies de matorral mediterráneo, como retama negra (Cytisus scoparius) y tomillo (Thymus vulgaris), que se adaptan bien a las condiciones de clima mediterráneo continentalizado. Estas especies vegetales han evolucionado para soportar los veranos secos y los inviernos fríos, características del clima local. La fauna en estas áreas incluye aves esteparias como la avutarda común (Otis tarda), el cernícalo primilla (Falco naumanni) y la calandria común (Melanocorypha calandra), especies que encuentran en los campos de cultivo y en los matorrales un hábitat adecuado para su alimentación y reproducción.[cita requerida]
La zona también alberga una variedad de insectos y pequeños reptiles, que contribuyen a la cadena trófica local y son esenciales para el mantenimiento del equilibrio ecológico. Entre los reptiles destacan la lagartija colilarga (Psammodromus algirus) y el lagarto ocelado (Timon lepidus), que habitan en los matorrales y áreas de cultivo. En cuanto a los insectos, especies polinizadoras como las abejas (Apis mellifera) desempeñan un papel crucial en el ecosistema, especialmente en los cultivos de la región.
La coexistencia de áreas de ribera, cultivos y matorrales crea un mosaico de hábitats en Vadillo de la Guareña, que sustenta una biodiversidad significativa y permite el desarrollo de prácticas agrícolas sostenibles que respetan el equilibrio natural del entorno.[cita requerida]

## Historia

### Prehistoria y Edad Antigua
Los primeros asentamientos humanos documentados en la zona de Vadillo de la Guareña se atribuyen a la cultura vettona, un grupo celta prerromano asentado principalmente en la meseta norte de la península ibérica. Este pueblo habitaba las actuales provincias de Salamanca, Ávila, Zamora y parte de Toledo, y dejó en la comarca de La Guareña vestigios de su cultura material y económica, centrada en la ganadería y agricultura.
En la zona de Vadillo, los restos vettones se han identificado en el paraje denominado "Los Anchadales", ubicado en la margen derecha del río Guareña, donde se han hallado indicios de almacenamiento de grano y útiles agrícolas que reflejan una organización agraria. Los vettones eran conocidos por su ganadería, especialmente de vacuno y porcino, y por la construcción de esculturas de verracos, monumentos de piedra asociados a sus asentamientos en lugares como Toro y otros puntos de Zamora. Estos verracos protegían las áreas de pasto y, aunque no se ha hallado uno en Vadillo de la Guareña, su presencia en la región sugiere la relación con los vettones.
Con la llegada de los romanos, la región de La Guareña experimentó una romanización significativa que incluyó la integración de las poblaciones locales en las estructuras económicas y sociales romanas. En Vadillo, el proceso de romanización promovió el desplazamiento hacia la margen izquierda del río, en zonas como "Villa Corta", donde se hallaron restos de villas tardorromanas. Estas villas muestran un claro mestizaje cultural entre la población local y la romana, reflejado en la arquitectura y en elementos decorativos como fragmentos de mosaicos y cerámica sigillata, característicos de los centros de producción de Tarraco y Augusta Emerita.[cita requerida]
También se han hallado enterramientos en "Villa Corta", con tumbas de inhumación en orientación este-oeste, típicas de la época romana, y acompañadas de objetos funerarios como lámparas de aceite y monedas de bronce, lo cual sugiere una comunidad con una vida estable y costumbres romanas. Estos objetos funerarios reflejan la extensión de la influencia romana en la comarca y muestran las relaciones comerciales y culturales de la zona con el resto del imperio.
En términos de infraestructuras, Vadillo de la Guareña estaba probablemente conectada mediante vías secundarias a la Vía de la Plata, una de las calzadas más importantes de la Hispania romana, que conectaba Augusta Emerita (Mérida) con Asturica Augusta (Astorga). Esta vía facilitaba el comercio y la movilidad de tropas, favoreciendo el desarrollo económico de los asentamientos y el intercambio cultural. La proximidad a la Vía de la Plata podría haber facilitado el acceso a productos de otras regiones y fomentado la integración de Vadillo en las redes comerciales romanas.[cita requerida]

### Edad Media

Emblema de la Orden de San Juan de Jerusalén, a la que perteneció Vadillo entre los siglos XII y XIX

La relación de Vadillo con la Orden de San Juan de Jerusalén, también conocida como la Orden del Hospital, comenzó el 3 de junio de 1116, cuando la reina Urraca I de León cedió a los caballeros hospitalarios el señorío de La Bóveda de Toro y sus aldeas, incluyendo Vadillo. Esta donación tenía un claro objetivo estratégico: fortalecer la presencia cristiana en la región de La Guareña y asegurar la protección de los caminos y aldeas cercanas a los territorios en disputa en plena Reconquista. Esta cesión fue ratificada en 1125 por su sucesor, Alfonso VII de León, consolidando la influencia de la orden en la comarca.
Durante siglos, los caballeros de la Orden de San Juan ejercieron un dominio casi absoluto sobre Vadillo y otras aldeas de la comarca, administrando tierras, cobrando impuestos y ejerciendo una influencia considerable sobre la vida religiosa y económica de la zona. Este dominio incluía también derechos eclesiásticos, lo que generó conflictos ocasionales con el Obispado de Zamora. En 1186, el obispo Guillermo y el prior de la orden, Pedro Areis, acordaron compartir los derechos eclesiásticos sobre las iglesias sanjuanistas en la región, en un pacto que consolidaba la autoridad religiosa de la orden en el territorio. Esta situación de dependencia religiosa se mantuvo hasta 1875, cuando, mediante la bula papal Quos diversa, las iglesias sanjuanistas de la zona pasaron a depender oficialmente de la diócesis de Zamora.
La autoridad militar de la orden sobre Vadillo también tuvo repercusiones en la vida de sus habitantes. Un conflicto destacado ocurrió en el siglo XIII, cuando los habitantes de Vadillo y otras aldeas sanjuanistas se negaron a participar en las campañas militares junto al concejo de Toro, argumentando que sus obligaciones de servicio militar estaban exclusivamente vinculadas a la orden. Esta negativa generó tensiones con la Corona de Castilla, que buscaba integrar los recursos militares de estas aldeas. Finalmente, en 1246, el infante Alfonso, futuro Alfonso X el Sabio, intervino y ordenó que los habitantes de Vadillo prestaran servicio militar junto a los toresanos, consolidando la autoridad de la Corona sobre estos territorios y marcando un avance hacia la centralización del poder monárquico.
La influencia de la Orden de San Juan en Vadillo se extendió hasta la Edad Moderna, cuando las órdenes militares en España empezaron a perder su autonomía con el fortalecimiento del poder monárquico y la creación de instituciones más centralizadas. Aun así, la orden mantuvo su presencia en la región y siguió administrando sus bienes hasta el siglo XIX, cuando se desamortizaron muchas de sus propiedades en el marco de la desamortización de Mendizábal, lo que supuso la pérdida definitiva de su influencia territorial en Vadillo y otras localidades.

### Edades Moderna y Contemporánea
Durante la Edad Moderna, Vadillo formó parte de la provincia de Toro, una de las divisiones administrativas históricas del Reino de León. La provincia de Toro, con la ciudad de Toro como cabeza, ejercía una función representativa en las Cortes de Castilla y León, defendiendo los intereses comerciales, religiosos y militares de las localidades que la conformaban, incluida Vadillo. En esta época, Toro y su comarca se caracterizaban por una intensa actividad agrícola y vinícola, lo que permitía a los habitantes de Vadillo participar activamente en el comercio de productos como vino, cereales y ganado.
En 1833, el ministro Javier de Burgos promovió una importante reorganización territorial en España, creando un sistema de provincias con límites definidos y funciones administrativas propias. Con esta reforma, Vadillo fue adscrito a la provincia de Zamora, dentro de la Región Leonesa. Esta nueva estructura administrativa sentó las bases del estado moderno en España y reflejó la tendencia centralizadora de la época. Aunque las provincias adquirieron cierta autonomía en la gestión de sus asuntos, la Región Leonesa no poseía competencias propias y estaba bajo la supervisión de la administración central.
La nueva organización territorial afectó directamente a la administración local, ya que Vadillo pasó a estar gobernado por una figura de autoridad designada por el gobierno central, como era común en el modelo centralizado español del siglo XIX. Durante esta época, el Ayuntamiento de Vadillo de la Guareña se encargaba de la gestión de asuntos locales, incluyendo la regulación de la agricultura, la ganadería y el comercio, actividades económicas predominantes en la región. Este sistema de administración se mantuvo hasta el final del Antiguo Régimen en España y la llegada de nuevas estructuras políticas.
En el siglo XX, Vadillo experimentó un cambio significativo en su economía y en su configuración demográfica. La migración rural-urbana se intensificó a partir de mediados del siglo, cuando numerosos habitantes de Vadillo emigraron a ciudades industriales en busca de mejores oportunidades laborales, lo que produjo un descenso notable en la población local. Este proceso de despoblación afectó profundamente a las economías rurales de la Región Leonesa, como ocurrió en gran parte de la España vaciada.
Con la aprobación de la Constitución española de 1978, España se transformó en un estado descentralizado, lo que permitió la creación de las comunidades autónomas. Como parte de este proceso, en 1983 Vadillo fue integrado en la comunidad autónoma de Castilla y León, dentro de la provincia de Zamora, estableciéndose un marco de administración regional que otorgaba a los municipios mayor capacidad de participación en los asuntos locales. Este nuevo modelo autonómico fue clave para fomentar la preservación de las tradiciones y la identidad de localidades como Vadillo, al tiempo que facilitaba la gestión de recursos y servicios regionales, como la educación, la sanidad y la promoción cultural.
Hoy en día, Vadillo se enfrenta a desafíos comunes a muchas áreas rurales, como la despoblación y el envejecimiento de la población. No obstante, gracias a su integración en la provincia de Zamora, el municipio participa en diversas iniciativas provinciales para revitalizar la economía local, promoviendo el turismo rural, la valorización de su patrimonio cultural y el impulso de nuevas actividades agrícolas sostenibles.[cita requerida]

## Demografía
Vadillo cuenta con una población de 243 habitantes (INE 2024). La evolución demográfica del municipio refleja una tendencia decreciente, característica común en muchas zonas rurales de España, afectadas por el envejecimiento de la población y la emigración de jóvenes hacia áreas urbanas en busca de oportunidades laborales.
| Gráfica de evolución demográfica de Vadillo entre 1842 y 2021 |
| |
| Población de derecho según los censos de población del INE. Población de hecho según los censos de población del INE.En estos censos se denominaba Vadillo: 1842, 1857 y 1860. |

## Economía

### Economía local
La economía de Vadillo se basa principalmente en la agricultura y la ganadería, que constituyen el núcleo de sus actividades productivas. Los cultivos predominantes incluyen cereales de secano, como el trigo y la cebada, además de viñedos que contribuyen a la producción de vino, un sector en crecimiento en la comarca de La Guareña. También se cultivan algunos productos de regadío, como legumbres y hortalizas, que complementan la economía agrícola local.
En cuanto a la ganadería, las explotaciones se centran en el ganado ovino y bovino, que producen carne y otros productos derivados. No obstante, la mecanización y la falta de relevo generacional han reducido el número de explotaciones activas en los últimos años. Esta situación ha llevado a una tendencia hacia la adopción de prácticas agrícolas más sostenibles y a una creciente participación en programas de apoyo rural impulsados por la Unión Europea, como la Política Agrícola Común (PAC), que promueven el desarrollo rural y la sostenibilidad ambiental.

### Empleo y migración
La tasa de actividad en Vadillo es baja debido a que un alto porcentaje de la población está en edad de jubilación y a la escasez de oportunidades de empleo en sectores alternativos a la agricultura y la ganadería. La migración de los jóvenes hacia zonas urbanas en busca de empleo es una tendencia que ha caracterizado a esta región y forma parte de la problemática de la España vaciada, fenómeno que afecta a gran parte de la España rural. Como resultado, Vadillo experimenta una disminución de la población activa y un marcado envejecimiento demográfico, lo cual plantea desafíos para la sostenibilidad de la economía local y el mantenimiento de los servicios básicos.

## Comunicaciones
Red viaria
El municipio está conectado mediante varias carreteras locales que facilitan el acceso a poblaciones vecinas y a la capital provincial, Zamora, situada a aproximadamente 52 km. La carretera ZA-602 conecta Vadillo con localidades cercanas como Fuentelapeña, La Bóveda de Toro y Toro. La carretera ZA-602 también permite un enlace con la autovía A-11.[cita requerida]
Transporte público
El servicio de transporte público en Vadillo de la Guareña es limitado. Existen algunas rutas de autobús que conectan el municipio con Zamora y con otros núcleos urbanos cercanos, pero la frecuencia de estas rutas es reducida, especialmente en horarios de tarde y durante los fines de semana. Muchos residentes dependen del transporte privado para acceder a servicios de salud y educación en municipios vecinos. Sin embargo, la línea de autobús que conecta Vadillo con Toro y Zamora sigue siendo una opción utilizada por aquellos que carecen de transporte propio, aunque su frecuencia no cubre completamente las necesidades de los habitantes. Las autoridades locales buscan mejorar estos servicios para facilitar el acceso a recursos fuera del municipio.[cita requerida]

## Servicios

### Educación
El municipio dispone de una escuela primaria que atiende a los niños en edad escolar de la localidad, proporcionando formación en los niveles de educación infantil y primaria. Esta escuela es fundamental para mantener a las familias en el entorno rural y para evitar la migración hacia zonas urbanas en los primeros años de la educación de los niños. Para cursar educación secundaria y superior, los estudiantes suelen trasladarse a los centros educativos de municipios cercanos, como Toro o Medina del Campo, que ofrecen una oferta educativa más amplia y especializada.[cita requerida]

### Sanidad
Vadillo de la Guareña cuenta con un consultorio médico que ofrece servicios de atención primaria a los residentes, incluyendo consultas médicas básicas y atención de primeros auxilios. Este centro sanitario cubre las necesidades cotidianas de la población, como consultas de medicina general, control de enfermedades crónicas y vacunación. Para servicios especializados, urgencias mayores o ingresos hospitalarios, los habitantes suelen trasladarse al Hospital de Medina del Campo, que se encuentra a unos 41,5 km de distancia, o al Hospital Virgen de la Concha en Zamora, a 51,2 km de distancia. La cercanía del consultorio en Vadillo permite a los habitantes evitar desplazamientos largos para servicios básicos de salud, mejorando así su acceso a la atención primaria.[cita requerida]
El municipio cuenta con un sistema de transporte sanitario que asegura el traslado de los pacientes en casos de urgencias mayores hacia los hospitales de referencia. Estos servicios están coordinados por el sistema de emergencias del Sacyl, que responde a las necesidades urgentes en áreas rurales como Vadillo de la Guareña, proporcionando ambulancias y transporte sanitario adecuado.[cita requerida]

## Instalaciones culturales y recreativas
- Telecentro: Vadillo de la Guareña cuenta con un telecentro equipado con ordenadores e internet de banda ancha.[cita requerida]
- Instalaciones deportivas: Para el ocio y el deporte, Vadillo de la Guareña dispone de un frontón donde se practican deportes tradicionales como la pelota vasca. Este espacio se utiliza en festividades y eventos comunitarios. Durante las celebraciones de la Virgen de Monserrat y San Antonio de Padua, el frontón es el centro de torneos y actividades recreativas, integrando el deporte en las festividades locales.[cita requerida]
- Biblioteca Municipal: La biblioteca de Vadillo de la Guareña, aunque pequeña, cuenta con una selección de libros y materiales de consulta, proporcionando un espacio para la lectura y el estudio. Colabora con la Biblioteca Pública de Zamora, facilitando el acceso a un mayor número de títulos. La biblioteca organiza actividades de fomento a la lectura, como clubes de lectura y talleres de cuentacuentos para niños, y ofrece un área de consulta de internet para estudiantes y personas interesadas en realizar investigaciones o trámites en línea.[cita requerida]

## Patrimonio
Vadillo cuenta con un valioso patrimonio arquitectónico y artístico que refleja su historia y tradiciones. Entre los lugares de interés se encuentran iglesias, ermitas y otros vestigios de época medieval y romana que enriquecen el municipio y ofrecen una visión de su legado cultural.
- Iglesia de San Miguel Arcángel: La iglesia es uno de los principales monumentos de Vadillo. Aunque la nave central ha sido modificada a lo largo de los siglos, la torre y la parte posterior conservan la robustez románica original, con piedra envejecida que data de su construcción inicial en el siglo XII. La iglesia tiene planta de cruz latina y un crucero renacentista, un estilo arquitectónico que resalta su importancia en la comarca de La Guareña. Entre sus tesoros se encuentra una imagen de la Virgen románica policromada del siglo XII, considerada una de las piezas más antiguas de la región. El retablo mayor, realizado en el siglo XVII, está presidido por una figura de San Miguel Arcángel, rematada por un Cristo crucificado. Los retablos laterales, de estilo barroco, y una pila bautismal de piedra completan el conjunto artístico y litúrgico de la iglesia.[cita requerida]

- Ermita del Santo Cristo del Humilladero: Situada a las afueras del pueblo, esta ermita de moderna construcción, realizada en ladrillo rojo, alberga la imagen del Cristo del Humilladero. A pesar de su diseño contemporáneo, la ermita es un lugar de recogimiento y oración para los habitantes de Vadillo, especialmente durante las festividades religiosas, en las cuales la imagen del Cristo es llevada en procesión. La ermita refleja la continuidad de la devoción local y se convierte en el centro de las celebraciones anuales, fortaleciendo la identidad cultural del municipio.[cita requerida]

- Puente romano: Vadillo cuenta con un puente de origen romano, un vestigio de la presencia de esta civilización en la zona. A pesar de las restauraciones que ha recibido en diferentes épocas, el puente conserva su estructura original con arcos de medio punto y bloques de piedra labrada, técnica constructiva típica de la arquitectura romana. Este puente es una muestra del ingenio romano y formaba parte de los antiguos caminos que conectaban diversas poblaciones de la región, facilitando el comercio y la movilidad. Según estudios históricos, pudo haber sido parte de una vía secundaria de la Vía de la Plata, una de las rutas comerciales más importantes del Imperio Romano, que unía el sur y el norte de la península ibérica.[cita requerida]

- Restos de la ermita medieval de Montserrate: En las inmediaciones de Vadillo se encuentran los restos de la antigua ermita de Montserrate, un lugar de peregrinación durante la Edad Media. Aunque solo quedan algunos vestigios de la estructura original, se sabe que estaba dedicada a la Virgen de Montserrate y era visitada por fieles de toda la comarca. Documentos históricos mencionan la ermita como un lugar de culto y refugio espiritual para los peregrinos de la Región Leonesa. Hoy, los restos de la ermita representan un vínculo con el pasado religioso de la región y son un sitio de interés histórico para visitantes y estudiosos del patrimonio medieval. Se han propuesto planes para su restauración y conservación como parte de los esfuerzos para preservar el legado cultural de Vadillo.[24]

## Festividades
La cultura de Vadillo de la Guareña se caracteriza por sus profundas raíces tradicionales, conservadas y transmitidas a lo largo de generaciones. Las festividades locales son el centro de la vida social del municipio, donde tanto habitantes como visitantes participan en actividades religiosas, recreativas y culturales que reflejan la identidad de la comunidad y fortalecen los lazos entre vecinos y con su entorno rural en la comarca de La Guareña.

### San Antonio de Padua
La festividad de San Antonio de Padua, patrón de Vadillo de la Guareña, se celebra cada 13 de junio y es una de las fechas más destacadas del calendario local. Las celebraciones comienzan con una misa solemne en la iglesia parroquial, donde los fieles se reúnen para pedir la intercesión del santo y agradecer los favores concedidos. Tras la misa, tiene lugar una procesión en la que los vecinos portan la imagen de San Antonio por las calles del municipio, acompañados de oraciones y cánticos tradicionales.
Las actividades continúan con eventos sociales y recreativos que incluyen verbenas, ferias y juegos populares. En la plaza principal se organizan actuaciones de folclore local y danzas tradicionales de la región, en las que participan grupos de danzas tradicionales y músicos con instrumentos típicos, como la dulzaina y el tamboril. Esta festividad reúne a familias y antiguos residentes que regresan al pueblo para participar en los festejos, revitalizando la vida social de Vadillo y reforzando el sentido de comunidad.[cita requerida]

### Virgen de Monserrat
Otra de las festividades principales en Vadillo es la celebración de la Virgen de Monserrat, patrona del municipio, que tiene lugar el último domingo de agosto. Esta festividad es un importante encuentro para los habitantes y antiguos vecinos que regresan para rendir homenaje a la Virgen. La celebración comienza con una misa solemne en honor a la Virgen de Monserrat, seguida de una procesión por las calles principales, adornadas con flores y decoraciones.
Durante este día, el pueblo organiza una feria de productos locales en la que se ofrecen dulces típicos, embutidos, vinos de la comarca y artesanías. Es una ocasión para mostrar la gastronomía y productos autóctonos de Vadillo y sus alrededores, reforzando el vínculo con la tradición agrícola y ganadera de la zona. La jornada concluye con una comida popular al aire libre y actividades como la petanca y el lanzamiento de la bota, juegos tradicionales que fomentan la convivencia y la cohesión comunitaria.[cita requerida]

### Otras festividades y tradiciones
Además de las festividades de San Antonio de Padua y la Virgen de Monserrat, Vadillo de la Guareña celebra otras tradiciones y eventos anuales que enriquecen su vida cultural:
- Semana Santa: La Semana Santa en Vadillo incluye procesiones y actos religiosos que representan la Pasión de Cristo. Durante estos días, los vecinos participan en procesiones solemnes en las que se exhiben imágenes y pasos de gran valor histórico y artístico, conservados a lo largo de los años. La Semana Santa de Vadillo refleja la profunda religiosidad de la comunidad y es una oportunidad para el recogimiento y la reflexión.[cita requerida]
- Fiesta de la Vendimia: Aunque no es una festividad oficial, la recolección de la uva en los viñedos locales se celebra con entusiasmo entre los viticultores y sus familias. La vendimia se lleva a cabo a finales de septiembre o principios de octubre y culmina con comidas comunitarias en los viñedos, donde se comparte el primer mosto del año. Esta celebración destaca la importancia de la viticultura en Vadillo y fomenta la convivencia y el trabajo colaborativo entre los vecinos, quienes valoran el legado de la viticultura en la comarca de La Guareña.
- Feria de Artesanía y Productos Locales: Cada verano, se organiza una feria en la plaza del pueblo en la que se exhiben productos locales, como quesos, embutidos, vinos y artesanías. Esta feria incluye muestras de oficios tradicionales de la comarca, como la cestería y la alfarería, y permite a los visitantes conocer los productos autóctonos de Vadillo y su entorno. Además, se ofrecen degustaciones de gastronomía típica de la provincia de Zamora, lo que convierte este evento en un atractivo turístico para quienes buscan disfrutar de la cultura y el sabor de la región.[cita requerida]

## Gastronomía
La gastronomía de Vadillo refleja las tradiciones rurales de la provincia de Zamora, con una cocina sencilla pero sabrosa que aprovecha los productos de la tierra. La dieta local se caracteriza por el uso de ingredientes de temporada, incluyendo legumbres, carnes y hortalizas cultivadas en la comarca de La Guareña, así como productos elaborados a partir de cereales y vino, este último uno de los pilares de la economía agrícola de la región.

### Platos tradicionales
La cocina de Vadillo de la Guareña está profundamente ligada a las tradiciones rurales de la provincia de Zamora, y sus recetas se han transmitido de generación en generación, conservando el sabor auténtico y sencillo de los ingredientes locales. Estos platos son comunes en eventos familiares y festividades, reflejando la hospitalidad y la cultura de la región.
- Sopa de ajo: La sopa de ajo es un plato característico de la región, famoso por su sencillez y sabor reconfortante. Preparada con ingredientes básicos como pan, ajo, pimentón y caldo, esta sopa se enriquece a menudo con huevo y jamón serrano, ingredientes accesibles y nutritivos, especialmente apreciados en los fríos meses de invierno. En Vadillo, la sopa de ajo se consume tradicionalmente durante la Semana Santa, cuando se sirve en reuniones familiares y en eventos comunitarios, y es especialmente popular en las comidas de Cuaresma.[25]
- Lechazo asado: El lechazo asado es un plato icónico de la provincia de Zamora, se prepara con cordero lechal (menos de 30 días) asado en horno de leña. Este cordero joven se cocina sin aderezos adicionales, únicamente con sal y agua, permitiendo que su sabor natural sea el protagonista. El asado lento en cazuelas de barro permite que la carne adquiera una textura tierna y jugosa, convirtiéndose en un símbolo de celebración en festividades locales. En Vadillo, el lechazo asado se disfruta en las fiestas de la Virgen de Monserrat y en la Fiesta de la Vendimia, momentos en los que las familias se reúnen para compartir este plato emblemático.[cita requerida]
- Lentejas con chorizo: Las lentejas son un alimento esencial en la gastronomía zamorana, valorado tanto por su alto contenido nutricional como por su sabor. En Vadillo, las lentejas con chorizo se cocinan con ingredientes locales, como el chorizo artesanal de la zona, cebolla, pimiento y laurel, y se aderezan con pimentón de la comarca, lo que les confiere un toque distintivo. Este plato, ideal para el invierno, es comúnmente preparado en grandes ollas para compartir en reuniones familiares y eventos comunitarios, y es un elemento destacado en las ferias locales, como la Feria de Productos Locales, donde se celebra la tradición culinaria de la comarca de La Guareña.[26]
- Pisto guareñés: El pisto, una mezcla de verduras frescas como tomate, pimiento, calabacín y cebolla, es un plato que se prepara en la comarca de La Guareña con un toque especial, acompañándolo de huevo frito o embutidos locales como el chorizo y la morcilla. Las verduras se cocinan lentamente, resaltando sus sabores, y esta combinación convierte al pisto en una opción versátil y saludable de la gastronomía local. El pisto guareñés es especialmente popular durante el verano, cuando las verduras están en su mejor momento, y es una presencia habitual en la Feria de Productos Locales, donde se presentan diferentes versiones del plato preparadas por los agricultores y productores de la región.[27]

### Productos locales
Vadillo se enorgullece de su producción de vino y de productos agrícolas y ganaderos que se elaboran de manera tradicional, reflejando la riqueza de los ingredientes locales y la dedicación de sus habitantes. Estos productos forman parte esencial de la gastronomía local y de la identidad cultural del municipio.
- Vino de la Guareña: Los viñedos de Vadillo producen vinos de alta calidad, elaborados a partir de variedades autóctonas de uva como la Tempranillo y la Garnacha, muy adaptadas al clima continental de la región. La vendimia es una actividad de gran importancia comunitaria, en la que participan muchas familias del municipio, preservando técnicas de recolección y elaboración artesanal. Aunque la producción se realiza a pequeña escala, el vino de Vadillo se consume localmente y en festividades, como la Fiesta de la Vendimia, y destaca por su carácter rústico y sabor auténtico, ideal para acompañar platos como el lechazo asado y los embutidos. Las bodegas artesanales de Vadillo están integradas en la comarca vinícola de Toro, que es reconocida por su tradición vitivinícola.[28]
- Embutidos artesanales: La producción de embutidos es otra tradición importante en Vadillo, donde se elaboran productos como el chorizo, la morcilla, el salchichón y el lomo curado, utilizando métodos de curación en condiciones naturales, aprovechando el clima seco y frío del invierno. Los embutidos de Vadillo se preparan a partir de carne de cerdo y se sazonan con pimentón, ajo y especias locales, que les otorgan un sabor intenso y distintivo. Estos embutidos son consumidos especialmente en eventos familiares, como la Semana Santa y la fiesta de la patrona, y suelen ofrecerse a los visitantes durante la Feria de Productos Locales, en la que los productores presentan sus mejores piezas.[cita requerida]
- Queso de oveja: Elaborado con leche de oveja de la región, el queso de oveja es un alimento básico en la mesa de los habitantes de Vadillo y un producto emblemático de la zona. Este queso, de sabor fuerte y maduro, se obtiene mediante un proceso de curación prolongada que le da su textura firme y su característico aroma. Los quesos de Vadillo suelen consumirse como aperitivo y acompañan perfectamente al vino local, siendo apreciados en ferias y eventos como la Feria de Productos Locales, donde los visitantes pueden degustar sus diferentes variedades. Además, los productores locales trabajan en la conservación de técnicas de elaboración artesanal para mantener la calidad y autenticidad de este producto.[29]

## Personas destacadas

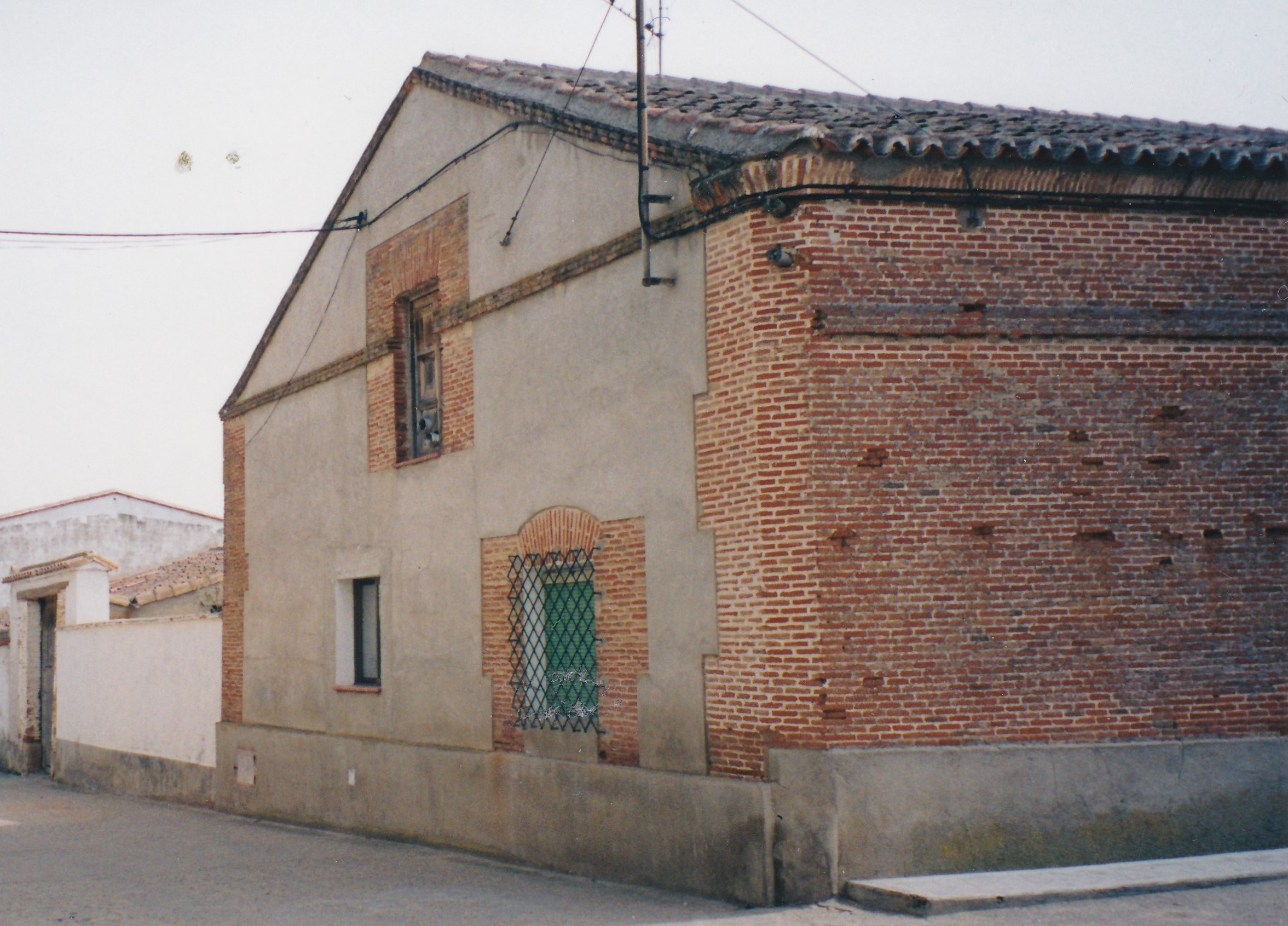
Casa natal de Paco Puertas en Vadillo de la Guareña